# Torsten Oppelland
Torsten Oppelland (* 1. Dezember 1959 in Kiel) ist ein deutscher Politikwissenschaftler und Zeithistoriker.

## Leben
Oppelland studierte von 1983 bis 1989 Geschichte, Politikwissenschaft und Anglistik in Kiel, Brest und Köln. 1992 wurde er bei Erich Angermann an der Universität zu Köln mit der Dissertation Die deutschen Reichstagsparteien und ihre Sicht der amerikanischen Politik zum Dr. phil. promoviert. Danach war er wissenschaftlicher Mitarbeiter und Assistent an der Friedrich-Schiller-Universität Jena. 2000 habilitierte er sich. 2002 wurde er Akademischer Oberrat und 2010 außerplanmäßiger Professor für Politikwissenschaft.
Seit 2021 ist er Mitglied im Netzwerk Wissenschaftsfreiheit.

## Schriften (Auswahl)

### Monografien
- Reichstag und Außenpolitik im Ersten Weltkrieg. Die deutschen Parteien und die Politik der USA 1914–1918 (= Beiträge zur Geschichte des Parlamentarismus und der politischen Parteien. Band 103). Droste, Düsseldorf 1995, ISBN 3-7700-5185-8.
- Gerhard Schröder (1910–1989). Politik zwischen Staat, Partei und Konfession (= Forschungen und Quellen zur Zeitgeschichte. Band 39). Droste, Düsseldorf 2002, ISBN 3-7700-1887-7.
- Mit Hendrik Träger: Die Linke. Willensbildung in einer ideologisch zerstrittenen Partei. Nomos, Baden-Baden 2014, ISBN 978-3-8329-6965-3.

### Herausgeberschaften
- Mit Klaus Larres: Deutschland und die USA im 20. Jahrhundert. Geschichte der politischen Beziehungen. Wissenschaftliche Buchgesellschaft, Darmstadt 1997, ISBN 3-534-13043-X.
- Deutsche Politiker 1949–1969. 2 Bände, Primus-Verlag, Darmstadt 1999, ISBN 3-89678-120-0.
- Mit Werner Kremp: Die USA im Wahljahr 2004 (= Atlantische Texte. Band 24). Wissenschaftlicher Verlag Trier, Trier 2005, ISBN 3-88476-790-9.
- Mit Antonius Liedhegener: Parteiendemokratie in der Bewährung. Festschrift für Karl Schmitt (= Jenaer Beiträge zur Politikwissenschaft. Band 14). Nomos, Baden-Baden 2009, ISBN 978-3-8329-4679-1.
- Mit Andreas Eis, Christian K. Tischner: Politik kulturell verstehen. Politische Kulturforschung in der Politikdidaktik. Festschrift für Carl Deichmann zum 65. Geburtstag. Wochenschau Verlag, Schwalbach 2011, ISBN 978-3-89974-625-9.